# Paroplapoderus fallax
Paroplapoderus fallax es una especie de coleóptero de la familia Attelabidae.

## Distribución geográfica
Habita en Mongolia, Rusia y China.